# Brévilly
Brévilly est une commune française, située dans le département des Ardennes en région Grand Est.

## Géographie
| Douzy |          | Pouru-Saint-Remy |
|       | Brévilly |                  |
| Mairy |          | Tétaigne         |

À 9 km de Mouzon, 13 km de Sedan, Brévilly est un petit village d'environ 400 habitants, situé à 170 m d'altitude.
Son territoire a une superficie totale de 7 km2.

### Hydrographie
La commune est dans le bassin versant de la Meuse au sein du bassin Rhin-Meuse. Elle est drainée par la Chiers, le ruisseau de Vaudime et le ru de Londre,.
La Chiers, d'une longueur de 127 km, prend sa source dans la commune de Mont-Saint-Martin et se jette  dans la Meuse à Remilly-Aillicourt, après avoir traversé 46 communes. Elle constitue une limite séparative nord de la commune, s'écoulant d'est en ouestsur une longueur d'environ 3,8 km.

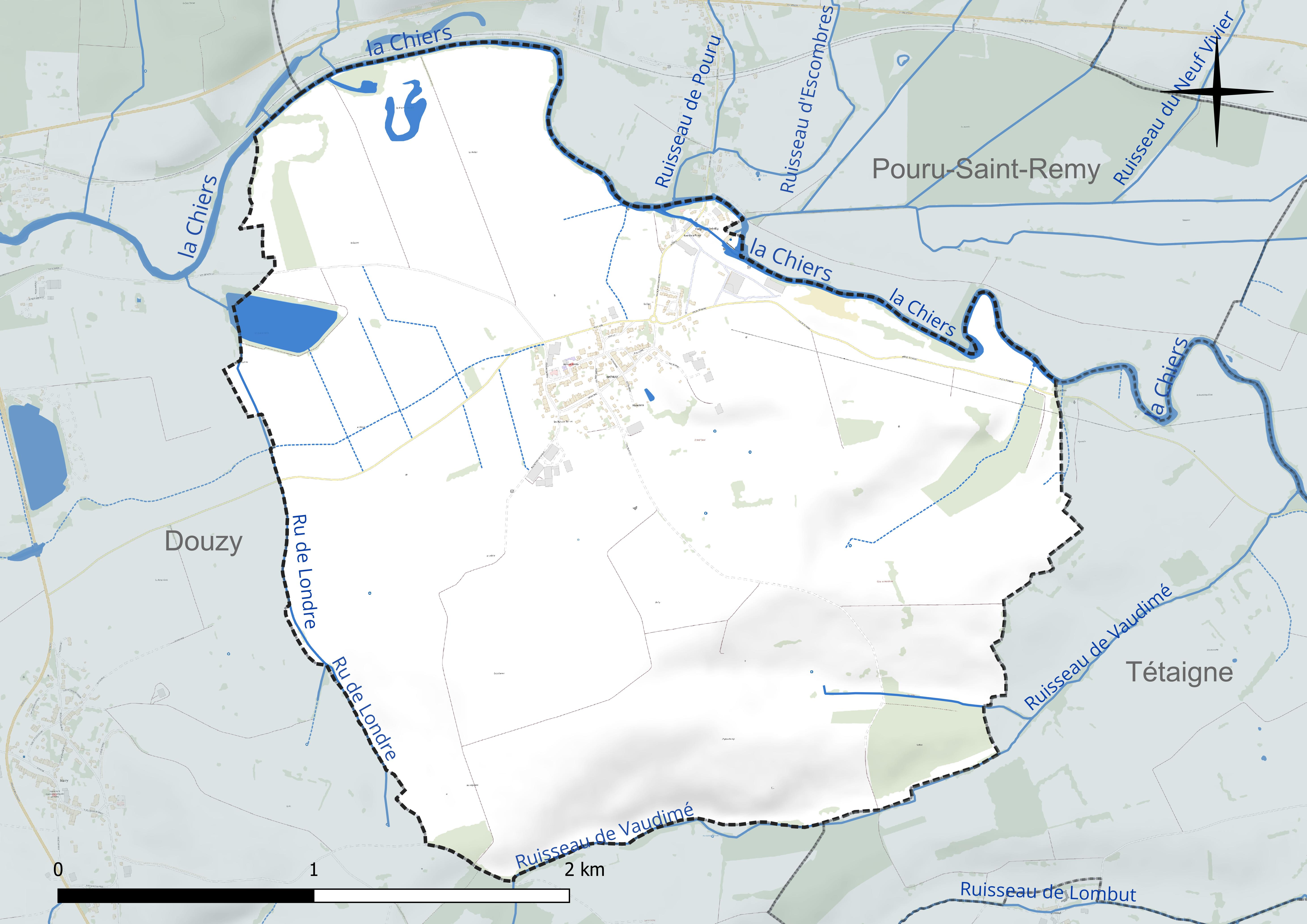
Réseau hydrographique de Brévilly.

### Climat
Pour des articles plus généraux, voir Climat du Grand Est et Climat des Ardennes.
En 2010, le climat de la commune est de type climat de montagne, selon une étude du Centre national de la recherche scientifique s'appuyant sur une série de données couvrant la période 1971-2000. En 2020, Météo-France publie une typologie des climats de la France métropolitaine dans laquelle la commune est exposée à un climat océanique altéré et est dans la région climatique Lorraine, plateau de Langres, Morvan, caractérisée par un hiver rude (1,5 °C), des vents modérés et des brouillards fréquents en automne et hiver.
Pour la période 1971-2000, la température annuelle moyenne est de 9,6 °C, avec une amplitude thermique annuelle de 15,7 °C. Le cumul annuel moyen de précipitations est de 893 mm, avec 13,5 jours de précipitations en janvier et 9,3 jours en juillet. Pour la période 1991-2020, la température moyenne annuelle observée sur la station météorologique de Météo-France la plus proche, « Douzy », sur la commune de Douzy à 3 km à vol d'oiseau, est de 10,5 °C et le cumul annuel moyen de précipitations est de 857,0 mm. 
La température maximale relevée sur cette station est de 40,3 °C, atteinte le 25 juillet 2019 ; la température minimale est de −14,8 °C, atteinte le 3 janvier 2004,,.
Les paramètres climatiques de la commune ont été estimés pour le milieu du siècle (2041-2070) selon différents scénarios d'émission de gaz à effet de serre à partir des nouvelles projections climatiques de référence DRIAS-2020. Ils sont consultables sur un site dédié publié par Météo-France en novembre 2022.

## Urbanisme

### Typologie
Au 1er janvier 2024, Brévilly est catégorisée commune rurale à habitat dispersé, selon la nouvelle grille communale de densité à 7 niveaux définie par l'Insee en 2022.
Elle est située hors unité urbaine. Par ailleurs la commune fait partie de l'aire d'attraction de Sedan, dont elle est une commune de la couronne,. Cette aire, qui regroupe 31 communes, est catégorisée dans les aires de moins de 50 000 habitants,.

### Occupation des sols
L'occupation des sols de la commune, telle qu'elle ressort de la base de données européenne d’occupation biophysique des sols Corine Land Cover (CLC), est marquée par l'importance des territoires agricoles (90 % en 2018), une proportion sensiblement équivalente à celle de 1990 (90,6 %). La répartition détaillée en 2018 est la suivante : 
terres arables (46,8 %), prairies (42,9 %), zones urbanisées (6,6 %), forêts (3,4 %), zones agricoles hétérogènes (0,3 %). L'évolution de l’occupation des sols de la commune et de ses infrastructures peut être observée sur les différentes représentations cartographiques du territoire : la carte de Cassini (XVIIIe siècle), la carte d'état-major (1820-1866) et les cartes ou photos aériennes de l'IGN pour la période actuelle (1950 à aujourd'hui).

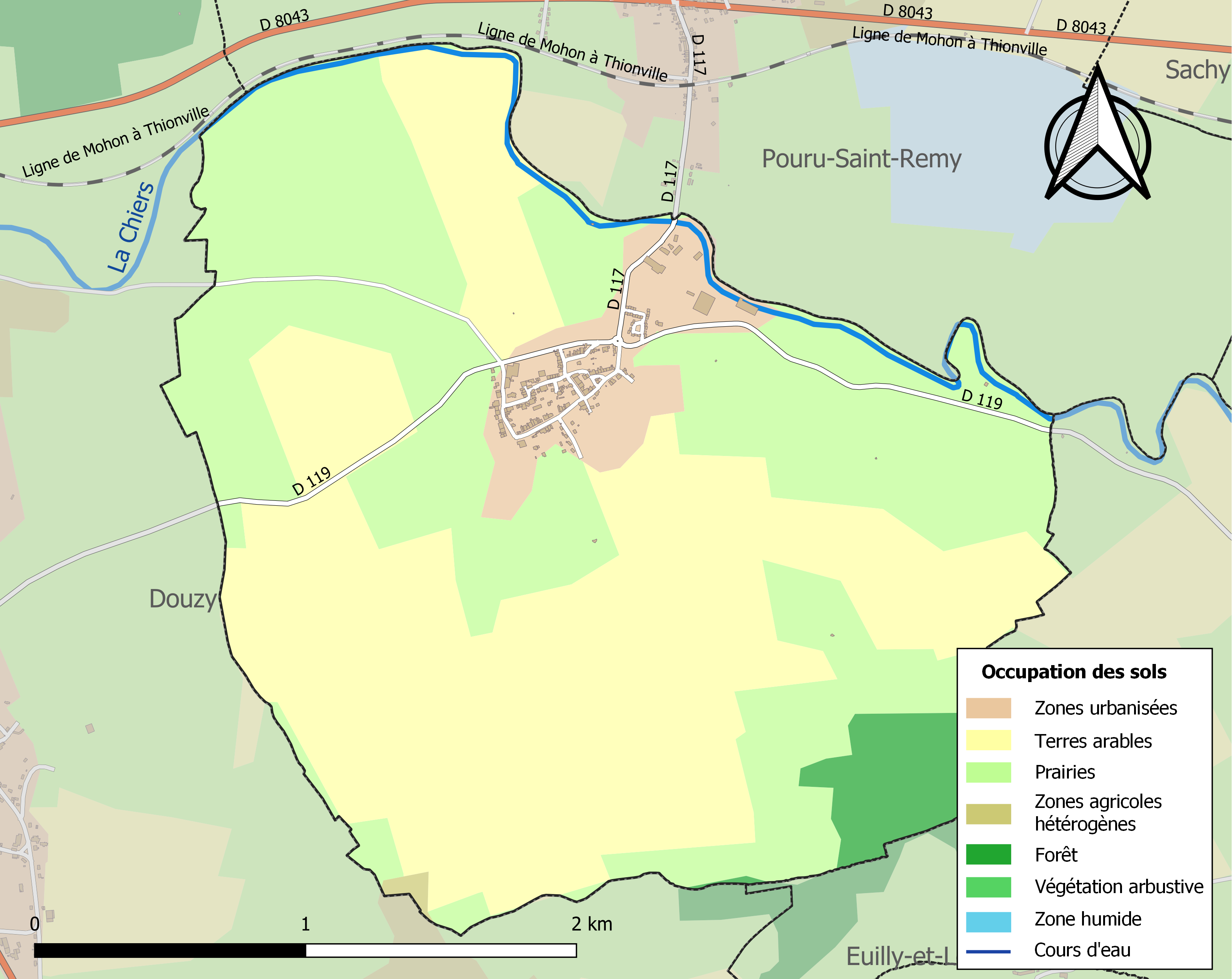
Carte des infrastructures et de l'occupation des sols de la commune en 2018 (CLC).

## Histoire
Ses établissements métallurgiques étaient comptés parmi les plus beaux de France, ils se composaient de forges, hauts-fourneaux et fenderies.

## Politique et administration
| Période                                  | Période                       | Identité                  | Étiquette | Qualité |
| ---------------------------------------- | ----------------------------- | ------------------------- | --------- | ------- |
| juillet 2020                             | En cours (au 17 juillet 2020) | Olivier Hiblot            |           |         |
| mars 2014                                | juillet 2020                  | Jean-Pierre Raucroy       |           |         |
| janvier 2004                             | mars 2014                     | Georges Grave             |           |         |
| 1981                                     | novembre 2003                 | Daniel Hiblot (1945-2003) | PCF       | Artisan |
| 1879                                     |                               | Lambert                   |           |         |
| Les données manquantes sont à compléter. |                               |                           |           |         |

## Démographie
L'évolution du nombre d'habitants est connue à travers les recensements de la population effectués dans la commune depuis 1793. Pour les communes de moins de 10 000 habitants, une enquête de recensement portant sur toute la population est réalisée tous les cinq ans, les populations de référence des années intermédiaires étant quant à elles estimées par interpolation ou extrapolation. Pour la commune, le premier recensement exhaustif entrant dans le cadre du nouveau dispositif a été réalisé en 2006.

En 2022, la commune comptait 367 habitants, en évolution de −2,13 % par rapport à 2016 (Ardennes : −2,97 %, France hors Mayotte : +2,11 %).
| 1793 | 1800 | 1806 | 1821 | 1831 | 1836 | 1841 | 1846 | 1851 |
| ---- | ---- | ---- | ---- | ---- | ---- | ---- | ---- | ---- |
| 290  | 211  | 296  | 300  | 351  | 402  | 370  | 421  | 374  |

| 1866 | 1872 | 1876 | 1881 | 1886 | 1891 | 1896 | 1901 | 1906 |
| ---- | ---- | ---- | ---- | ---- | ---- | ---- | ---- | ---- |
| 436  | 469  | 503  | 494  | 481  | 456  | 418  | 419  | 423  |

| 1911 | 1921 | 1926 | 1931 | 1936 | 1946 | 1954 | 1962 | 1968 |
| ---- | ---- | ---- | ---- | ---- | ---- | ---- | ---- | ---- |
| 440  | 420  | 375  | 401  | 397  | 356  | 395  | 414  | 380  |

| 1975 | 1982 | 1990 | 1999 | 2006 | 2011 | 2016 | 2021 | 2022 |
| ---- | ---- | ---- | ---- | ---- | ---- | ---- | ---- | ---- |
| 384  | 378  | 403  | 381  | 394  | 396  | 375  | 363  | 367  |

## Culture locale et patrimoine

### Lieux et monuments
- Chapelle des Forges, rue des Forges.
- Église Saint-Gilles.

### Héraldique
| Blason de Brévilly | Blason  | D'or à la bande tortillée d'azur et d'argent, accompagnée en chef d'une tour de gueules ouverte et ajourée du champ et en pointe d'une billette couchée de gueules accolée à deux tourteaux d'azur, l'un dessus, l'autre dessous. |
| Blason de Brévilly | Détails | Création MM. Baron, Demoncheaux et Jolly. Adopté le 14 avril 2001. |